# ۱۹۸۴ (رمان)

یک داستان مصور (اینفوگراف)، ترجمه شده به فارسی از ترس های جورج اورول در رمان ۱۹۸۴

۱۹۸۴ نام کتاب مشهوری از جورج اورول که در سال ۱۹۴۹ منتشر شده‌است. این کتاب بیانیهٔ سیاسی شاخصی در رده‌ی نظام‌های تمامیت‌خواه (توتالیتر) شمرده می‌شود. ۱۹۸۴ کتابی پادآرمانشهری به‌شمار می‌آید.
کتاب به نام نوزده هشتاد و چهار هم شناخته می‌شود.
جورج اورول در این کتاب، آینده‌ای را برای جامعه به تصویر می‌کشد که در آن خصوصیاتی همچون تنفر نسبت به دشمن و علاقهٔ شدید نسبت به برادر بزرگ (ناظر کبیر) (رهبر حزب با شخصیت دیکتاتوری فرهمند) وجود دارد.
در جامعه‌ تصویر شده، گناه‌کاران به راحتی اعدام می‌شوند و آزادی‌های فردی و حریم خصوصی افراد به شدت توسط قوانین حکومتی پایمال می‌شوند؛ به نحوی که حتی صفحات نمایش در خانه‌ها از شهروندان جاسوسی می‌کنند و شهروندان مجبورند همیشه با چهره‌ای سرشار از خوش‌بینی و لبخند به این صفحات نمایش نگاه کنند، تا کوچک‌ترین شک و تصور نادرستی که نشان‌دهندهٔ هرگونه نارضایتی فرد باشد، برای نمایندگان حکمرانان پشت صفحات نمایش ایجاد نشود؛ چرا که در غیر این‌صورت مورد غضب حکمرانان قرار می‌گیرند. در این داستان مسائلی همچون اینگساک (Ingsoc)، بزه فکری، گفتارنو، پندار دوگانه مطرح می‌شوند.
در قرار گرفتن کتاب در ژانر علمی–تخیلی بحث وجود دارد؛ اما بسیاری آن را کتابی شاخص در این سبک می‌دانند.

## داستان

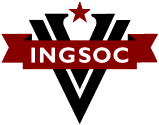
اینساک (حزب سوسیالیست انگلیسی)

جهانِ نیمه‌متحد سه قدرتِ بزرگ دارد که جهان را میانِ خود تقسیم کرده‌اند و هر سه به شیوهٔ مشابهی جهان را اداره می‌کنند.

### وینستون اسمیت
وینستون اسمیت (به انگلیسی: Winston Smith)، شخصیتِ اولِ داستان، در کشور اقیانوسیه (اوشیانا) و در جامعه‌ای زندگی می‌کند که به سه طبقهٔ مجزا تقسیم شده‌است: طبقه کارگر، اعضای عادی حزب و اعضای رده‌بالای حزب. او عضو عادی حزب است.
روزی در اقدامی قانون‌شکنانه، دفترچه‌ای قدیمی می‌خرد و در آن شروع به نوشتنِ اندیشه‌های خود می‌کند. در تمام نقاطی که اعضای «حزب» زندگی می‌کنند، دستگاه‌هایی به نام «تله‌اسکرین» نوعی صفحه نمایش که حکمرانان در آن زمان با استفاده از آن جاسوسی می‌کردند. (صفحه نمایشی که مردم باید با لبخند جلوی این می‌نشستند) وجود دارد.
این دستگاه که توسط وزارت حقیقت اداره می‌شود، مانند دوربین تمام اعمال افراد را تحت نظر دارد. وینستون خارج از دیدرسِ تله‌اسکرین شروع به نوشتن می‌کند و چندین بار جملهٔ مرگ بر برادر بزرگ را بر روی کاغذ می‌نویسد.

#### خاطراتِ کودکی
اسمیت از کودکیِ خود به آغازِ جنگ و به پدربزرگ، پدر، مادر و خواهرش اشاره می‌کند و به این موضوع اشاره می‌کند که پدرش پس از مدتی ناپدید شده‌است و او، مادر و خواهرش تنها مانده‌اند. در نهایت وی، خانواده‌اش را با ناپدید شدنِ مادرش از دست می‌دهد و با خواهرش به پرورشگاه سپرده می‌شوند و دیگر هرگز خواهرش را نمی‌بیند. او به یاد می‌آورد که روزی از سرِ گرسنگی و ناچاری، پس از خوردنِ سهمِ شکلاتِ خودش، سهمِ اندکِ شکلاتِ خواهرش را هم قاپ زده، به گوشه‌ای رفته و آن را خورده و سپس شرمسار شده‌است و از آن پس همواره صدای مادرش را پشتِ سرش بیاد داشته که می‌گفته: 
وینستون برگرد! شکلاتِ خواهرت را پس بده!

### جولیا
در ادامهٔ داستان وینستُن، اسمیت با جولیا، دختر مو سیاهی از اعضای حزب آشنا می‌شود. وینستون در ابتدا فکر می‌کند که این دختر که عضو انجمنِ جوانانِ ضدسکس است، جاسوس بوده و او را زیرنظر دارد، اما روزی دختر کاغذی را به وینستون می‌رساند که در آن نوشته شده: دوستت دارم.
با وجود اینکه بر اساس قوانین حزب، روابط جنسی و عشق‌وعاشقی ممنوع بوده و سرکوب می‌شود، این دو مخفیانه به خارج از شهر می‌روند و پس از آشنایی در می‌یابند که هر دو عقایدِ مشترکی مبنی بر اینکه حزب واقعیات را جعل می‌کند و گذشته را نیز به‌طور مداوم از طریق دستکاری در اسناد به دلخواه خود تغییر می‌دهد، دارند. آن دو رابطه جنسی نیز با هم برقرار می‌کنند و به رغم اعتقاد به بی‌نتیجه بودنِ مبارزه -دستِ کم برای زمان حال- تصمیم به مقابله با حزب می‌گیرند. به این امید که آیندگان بتوانند خود را از زیر نفوذ حزب و نظام توتالیتریِ حاکم بر جامعه برهانند. در عین حال آن‌ها آگاه هستند که پایانی جز مرگ در انتظارشان نیست. آن‌ها شایعاتی مبنی بر وجودِ «انجمن برادری» که بر ضد حزب و به صورت زیرزمینی فعالیت می‌کند، شنیده‌اند.

### اُبراین
پس از چندی با اُبراین، که به گمانشان عضو انجمنِ برادری است، آشنا می‌شوند و به عضویتِ انجمن درمی‌آیند. او به آن‌ها وعدهٔ کمک برای عضویت در انجمن برادری می‌دهد ولی در حقیقت، مأمور حزب برای مبارزه با جرایم فکری است.

#### جایی که تاریکی راهی ندارد
اسمیت در روزنوشت‌هایش اشاره می‌کند که حسی ویژه نسبت به اُبراین دارد و در رؤیایی شنیده که اُبراین گفته‌است:
«در جایی که تاریکی درآن راهی ندارد، با یکدیگر ملاقات خواهیم کرد.»
اُبراین نیز پس از دستگیریِ اسمیت به همین مسئله اشاره کرده و به وی می‌گوید که وی را خواهد رهاند.

### دستگیری و بازپروری
وینستون اسمیت یک روز به همراه جولیا دستگیر می‌شود. اسمیت تحت نظارتِ اُبراین، انواع و اقسام شکنجه جسمی و روحی را تجربه می‌کند تا به این باور برسد که به جز آنچه حزب می‌گوید هیچ چیز درست نیست.

### پس از بازپروری
پس از بازپروری آزاد می‌شود و روزهایش را در کافهٔ شاه‌بلوط به می‌خوارگی، دنبال کردنِ اخبارِ مهمِ جنگ و کاری نیمه‌وقت در وزارت‌خانه سپری می‌کند. در نهایت هم با وجودِ مقاومتِ بسیار، می‌پذیرد که حقیقتی به جز آنچه حزب می‌گوید وجود ندارد و هر چیزی از جمله عشق، انسانیت و نیز علاقهٔ او به جولیا نمی‌تواند حقیقت داشته باشد و عاشقِ ناظرِ کبیر می‌شود.

## اقتباس‌ها و ترجمه
فیلم ۱۹۸۴ به کارگردانی مایکل اندرسون در سال ۱۹۵۶ با اقتباس از همین رمان ساخته شد.
همچنین فیلم « هزار و نهصد و هشتاد و چهار» (Nineteen Eighty-Four) در سال ۱۹۸۴ توسط مایکل رادفورد انگلیسی بر پایه این رمان ساخته شده‌است. این فیلم در سال ۱۹۸۴ ساخته شده و صحنه‌ها در زمانی کاملاً مطابق با زمان داستان فیلم‌برداری شده‌اند.
چندین ترجمه از این کتاب به فارسی وجود دارد که می‌توان از میان آن‌ها به برگردان صالح حسینی، حمیدرضا بلوچ، ژیلا سازگار و کاوه میرعباسی اشاره کرد. همچنین ترجمهٔ مهدی بهره‌مند، که در سال ۱۳۶۱ توسط چاپ چهر در تهران به طبع رسیده، امروزه به‌صورت چاپ افست و به‌صورت قاچاق توسط دست‌فروشان به فروش می‌رسد. این نسخه بدون سانسور است، ولی دارای کیفیت ویراستاریِ ضعیفی است.
برخی از این برگردان‌ها:
- اورول، جورج (۱۳۶۱). ۱۹۸۴. ترجمهٔ صالح حسینی. تهران: نیلوفر. ص. ۲۷۲. شابک ۹۷۸-۹۶۴-۴۴۸-۰۴۴-۷.
- اورول، جورج (۱۳۸۴). ۱۹۸۴. ترجمهٔ حمیدرضا بلوچ. تهران: مجید. ص. ۲۸۸. شابک ۹۶۴-۸۷۶۶-۰۰-۲.
- اورول، جورج (۱۳۸۹). ۱۹۸۴. ترجمهٔ مریم فیروزبخت. تهران: حکایتی دگر. ص. ۳۹۲. شابک ۹۷۸-۹۶۴-۲۷۵۶-۳۱-۵.